# Pittoniotis trichantha
Pittoniotis trichantha är en måreväxtart som beskrevs av August Heinrich Rudolf Grisebach. Pittoniotis trichantha ingår i släktet Pittoniotis och familjen måreväxter. Inga underarter finns listade i Catalogue of Life.